# Power (album de Kansas)
Pour les articles homonymes, voir Power.
Albums de Kansas
Drastic Measures
(1983) In the Spirit of Things
(1988)
Power est le dixième album studio du groupe rock américain Kansas, sorti en novembre 1986. Il marque le retour aux claviers et au chant de Steve Walsh, avec les anciens membres Rich Williams et Phil Ehart. 

## Pistes
| A1.   | Silhouettes In Disguise | 4:26 |
| A2.   | Power                   | 4:25 |
| A3.   | All I Wanted            | 3:20 |
| A4.   | Secret Service          | 4:42 |
| A5.   | We're Not Alone Anymore | 4:16 |
| B1.   | Musicatto               | 3:30 |
| B2.   | Taking In The View      | 3:06 |
| B3.   | Three Pretenders        | 3:50 |
| B4.   | Tomb 19                 | 3:46 |
| B5.   | Can't Cry Anymore       | 4:01 |
| 39:22 |                         |      |

## Personnel
- Steve Walsh - claviers, chant
- Steve Morse - guitares, chant
- Rich Williams - guitares
- Billy Greer - basse, chœurs
- Phil Ehart - batterie, percussions

## Musiciens additionnels
- Orchestre Philharmonique arrangé et dirigé par Andrew Powell
- Gary Chang - claviers, programmation
- Travis Bradford, Jerome Olds, Rob Henson, Yonrico Scott, Merle McLain, Doug Baker, Solomon Olds, Cliff Jones - chœurs